# Buzzell Planitia
La Buzzell Planitia è una struttura geologica della superficie di Titano.